# GP2 Asia Series
GP2 Asia Series foi um campeonato de fórmula monomarca disputada na Ásia de 2008 a 2011.

## História

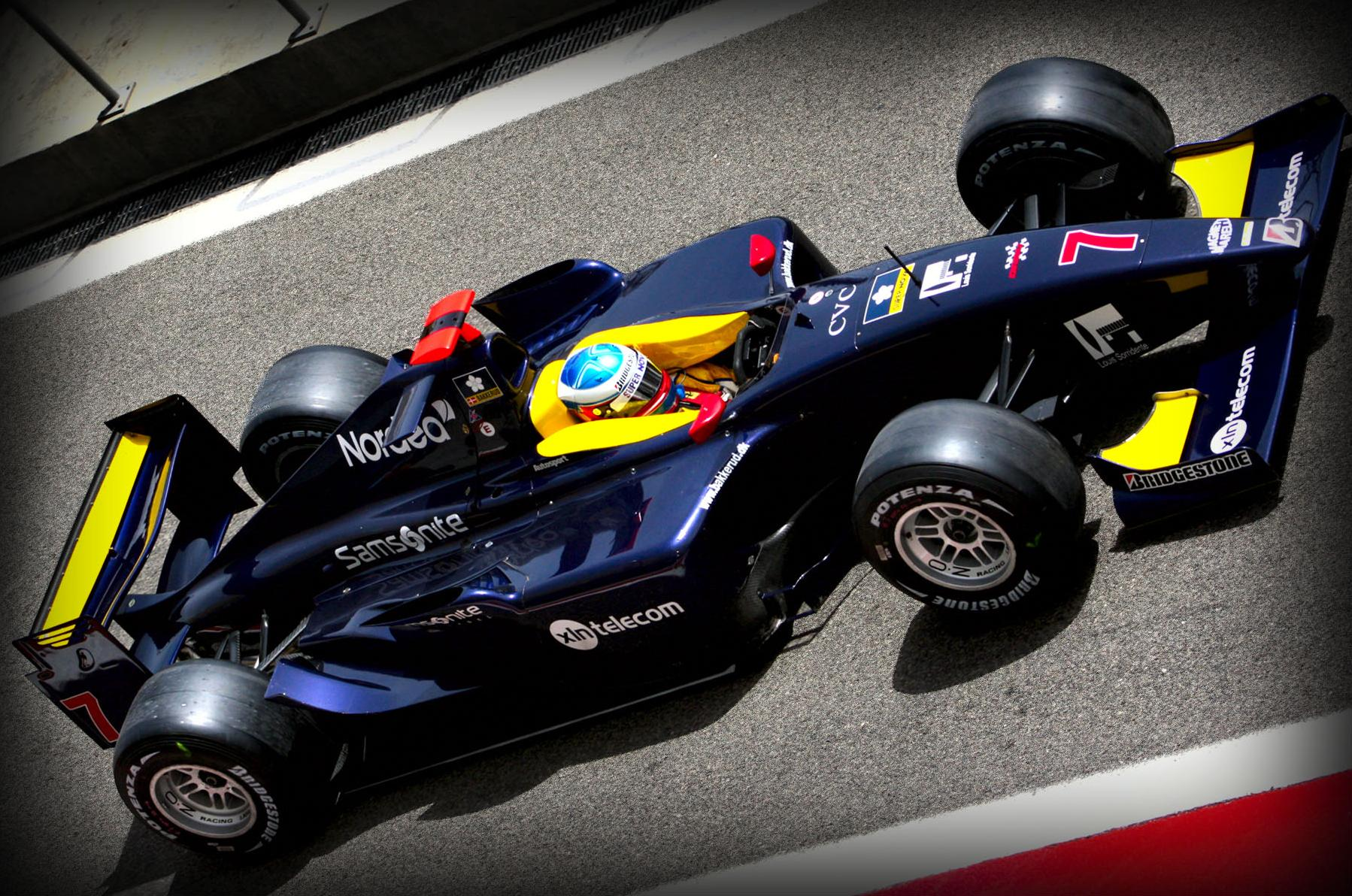
Christian Bakkerud na etapa do Barém da GP2 Asia Series, 2008

A categoria foi anunciada oficialmente no final de semana do GP de Mônaco de 2007, com a ideia de promover o automobilismo em locais na Ásia onde os mesmos não são tão difundidos. Como parte do empenho para promover o automobilismo no continente asiático, cada equipe era encorajada a ter pelo menos um piloto do continente em suas equipes.
Sua primeira temporada teve suas provas no descanso da categoria principal, a GP2 Series, entre janeiro e abril com cinco etapas com duas baterias cada. A categoria correu junto dos eventos da Speedcar Series, e nas etapas da Malásia e do Barém, correu como apoio para as etapas da Fórmula 1. Romain Grosjean levou o primeiro campeonato, com quatro vitórias e 61 pontos. Apesar da premissa original, quatro das treze equipes inscritas optaram por ter uma dupla "não-asiática" em seus carros, com acordo de que um dos pilotos não poderia receber os prémios da categoria.
A segunda e terceira temporada foram disputadas durante a pausa entre as temporadas europeias (janeiro a abril). A temporada 2008-09 foi vencida pelo japonês Kamui Kobayashi, enquanto a temporada de 2009-10 teve o titulo do italiano Davide Valsecchi. Durante a temporada de 2009-10, o número de etapas foi diminuída, para somente quatro etapas duplas em somente dois circuitos, Yas Marina e Barém.
A quarta (e última) temporada, em 2011, viu o cancelamento das etapas no Barém devido a problemas políticos no país insular e sua respectiva substituição por uma etapa dupla em Ímola. O campeonato foi vencido novamente pelo francês Romain Grosjean, que se tornou o único multicampeão da categoria, com dois campeonatos (2008 e 2011).
Em 2011, o organizador da GP2 Series, Bruno Michel, decidiu que a categoria iria fundir-se com a categoria europeia após o fim de sua última temporada.

## Formato
Em uma etapa da GP2 Asia Series contava com duas baterias, uma no sábado e outra no domingo. Após uma sessão de treinos livres de 30 minutos na sexta-feira, uma sessão de qualificações de 30 minutos é disputada para determinar o grid para a primeira bateria (do sábado). O grid para a segunda bateria (no domingo), era determinada pelos resultados da primeira bateria, com os primeiros oito pilotos do grid largando na ordem reversa de seus resultados.

### Pontuação
| Posição    | 1º | 2º | 3º | 4º | 5º | 6º | 7º | 8º |
| ---------- | -- | -- | -- | -- | -- | -- | -- | -- |
| 1ª Bateria | 10 | 8  | 6  | 5  | 4  | 3  | 2  | 1  |
| 2ª Bateria | 6  | 5  | 4  | 3  | 2  | 1  |    |    |

- Pole Position: Dois Pontos
- Volta Mais Rápida: Um Ponto

## Carros
Sendo uma categoria monomarca, o campeonato contava com carros mecanicamente idênticos. De 2008 até 2010, a categoria utilizou o chassis GP2/05, produzido pela italiana Dallara, trocando o chassis em 2011 pelo GP2/11. Ambos os chassis eram produzidos em fibra de carbono, sendo utilizados também pela GP2 Series europeia. Ambos os carros eram propulsados pelo mesmo conjunto mecânico: O motor francês Mecachrome V8108 4.0 V8, gerando 620 cv (456 kW), acoplado a uma transmissão Hewland, manual, de seis velocidades. Os carros contavam com pneus da Bridgestone (2008 a 2010) ou Pirelli (2011).

## Campeões

### Pilotos
| Ano     | Campeão          | Equipe               |
| ------- | ---------------- | -------------------- |
| 2008    | Romain Grosjean  | ART Grand Prix       |
| 2008-09 | Kamui Kobayashi  | DAMS                 |
| 2009-10 | Davide Valsecchi | iSport International |
| 2011    | Romain Grosjean  | DAMS                 |

### Equipes
| Ano     | Equipe               |
| ------- | -------------------- |
| 2008    | ART Grand Prix       |
| 2008-09 | DAMS                 |
| 2009-10 | iSport International |
| 2011    | DAMS                 |

## Circuitos
| Circuitos  | Anos                   |
| ---------- | ---------------------- |
| Bahrein    | 2008, 2008-09, 2009-10 |
| Yas Marina | 2009-10, 2011          |
| Dubai      | 2008, 2008-09          |
| Sepang     | 2008, 2008-09          |
| Ímola      | 2011                   |
| Lusail     | 2008-09                |
| Xangai     | 2008-09                |
| Sentul     | 2008                   |